# Francisco Señer Martín
Francisco Señer Martín (1906-1973) fue un sindicalista español.

## Biografía
Miembro de la Confederación Nacional del Trabajo (CNT), en su juventud fue un activo miembro del sindicato del metal de la CNT en Barcelona. En 1932 fue miembro del Comité Nacional de la CNT, cuyo secretario general era Manuel Rivas Barros, y al año siguiente fue delegado del sector manufacturero en el plenum regional catalán.
Tras el estallido de la Guerra civil se unió a las milicias anarcosindicalistas. Llegaría a formar parte de comisario político del Ejército Popular de la República, ejerciendo como comisario de la 153.ª Brigada Mixta así como de las divisiones 32.ª y 24.ª, operando en los frentes de Aragón y Cataluña.
Al final de la contienda marchó al exilio en Francia. Durante los años de la ocupación nazi, siendo uno de los delegados en Toulouse de la dirección clandestina de la CNT —establecida en Marsella en diciembre de 1943—. En marzo de 1944, durante el pleno de Muret, fue designado miembro de la Comité Nacional de la CNT. En calidad de tal, sería uno de los signatarios del acto constitutivo de la Junta Española de Liberación (JEL) en Toulouse, el 23 de octubre de 1944.
Falleció en París el 16 de agosto de 1973.